# Cartas Contra a Humanidade
Cartas Contra a Humanidade (em inglês: Cards Against Humanity) é um jogo de socialização em que os jogadores completam declarações em branco normalmente usando palavras ou frases ofensivas, de conotação sexual ou politicamente incorretas, que são impressas em cartões de jogo. O jogo está disponível para download gratuito para os jogadores criarem suas próprias cartas, e também está disponível para compra. Seu desenvolvimento teve origem a partir do bem sucedido Apples to Apples publicado anos antes e por uma campanha no Kickstarter. O jogo recebeu aclamação por seu conceito simples apoiado por seu conteúdo satírico. O jogo está disponível sob uma licença Creative Commons BY-NC-SA. O título faz referência à expressão "crimes contra a humanidade", refletindo o seu conteúdo politicamente incorreto.
Cartas Contra a Humanidade é impresso pela AdMagic Inc., uma gráfica especializada pela impressão de jogos de cartas. Em 2016, Cartas Contra a Humanidade já estava disponível nos Estados Unidos, Canadá, Austrália, Nova Zelândia e Reino Unido.
Ao longo de sua história, o jogo ganhou várias edições especiais, entre elas uma chamada de "Trump Against Humanity", lançado durante a campanha para a eleição presidencial nos Estados Unidos em 2016, e que contava com as "30 frases mais ofensivas de Donald Trump". Uma versão sobre Hilary Clinton também foi publicada no mesmo período.